# Poinsett Hotel
The Poinsett Hotel, o Westin Poinsett Hotel, es un hotel emblemático de doce pisos en el centro de Greenville, Carolina del Sur. Fue uno de los primeros rascacielos de Greenville. Fue nombrado por Joel R. Poinsett, quien fue secretario de guerra bajo el presidente Fillmore. Reemplazó a Mansion House, un hotel resort de 1824. Fue incluido con ese nombre en el Registro Nacional de Lugares Históricos en 1982.
Construido al final de una era durante la cual las pequeñas ciudades sureñas exigían hoteles de calidad para atraer a los viajeros de negocios y simbolizar su nuevo estatus urbano, el hotel Poinsett fue, en parte, concebido para acomodar a los visitantes de una Exposición Bienal de Textiles del Sur celebrada en Greenville. . Un hotel de un siglo de antigüedad, Mansion House, fue demolido y un edificio más grande fue diseñado para su ubicación en Main Street por el destacado arquitecto neoyorquino William Lee Stoddart. Para ayudar a recaudar fondos para el proyecto, los empresarios locales, encabezados por el magnate textil John T. Woodside (1864-1946), vendieron acciones por 100 dólares a 1.700 residentes locales; y el hotel recibió el nombre de Joel R. Poinsett, un residente de Carolina del Sur que se desempeñó como Secretario de Guerra y como el primer ministro de Estados Unidos en México. La inauguración ocurrió en mayo de 1924; y el Hotel Poinsett de $ 1,5 millones abrió sus puertas en junio de 1925.
El hotel no tuvo un éxito inmediato, de hecho, perdió $30,000 en su primer año de operación y nunca obtuvo ganancias en sus primeros cinco años—pero prosperó durante los últimos años de la Depresión bajo la dirección de J. Mason Alexander (1895 -1980), quien enfatizó el servicio al cliente. Cómo Alexander llevó al hotel a través de la administración judicial y convirtió al Poinsett en uno de los hoteles más exitosos y populares del sur "nunca se ha explicado completamente". En 1946, el Poinsett fue nombrado el mejor hotel mediano del país. Se agregaron otras sesenta habitaciones en 1941, lo que elevó el total a 248.
A medida que aumentó la cantidad de automóviles privados durante la década de 1950, los hoteles de la ciudad perdieron negocios frente a los moteles, que estaban ubicados en las principales carreteras en lugar del centro urbano. En 1959, el Poinsett se vendió a Jack Tar Hotels y su rentabilidad siguió disminuyendo a pesar de las renovaciones realizadas en 1964 que incluyeron todo el cableado nuevo, 70 teléfonos nuevos, máquinas de hielo y una piscina en el techo del estacionamiento. La propiedad cambió de manos varias veces en las décadas de 1970 y 1980. A partir de 1977, James C. Bible (1924-1991) trató de operar el hotel como suites residenciales para jubilados, pero siempre estaba en desacuerdo con el gobierno de la ciudad por su incapacidad o falta de voluntad para cumplir con los códigos de incendios. La ciudad finalmente cerró el hotel en enero de 1987. Durante la próxima década, el edificio fue objeto de vandalismo en repetidas ocasiones y los intrusos provocaron dos incendios. El hotel fue considerado una de las estructuras históricas más amenazadas de Carolina del Sur.
Sin embargo, la revitalización del centro de Greenville ya estaba en marcha durante la administración de la alcaldía de Knox H. White. En noviembre de 1997, Steve Dopp y Greg Lenox, desarrolladores del Francis Marion Hotel en Charleston (también diseñado por William Stoddart), compraron el Poinsett y adquirieron una franquicia de Westin Hotels & Resorts. El proyecto recibió alrededor de $4 millones en impuestos y se otorgaron créditos fiscales federales para la rehabilitación histórica como parte de una restauración de aproximadamente $20 millones. The Westin Poinsett reabrió sus puertas el 22 de octubre de 2000. En 2014, tripadvisor.com clasificó al Poinsett en primer lugar entre 63 hoteles de Greenville. Una década después de la gran reapertura, Knox White dijo que salvar el Poinsett "fue clave para un mayor crecimiento de Greenville. . . . La gente comenzó a darse cuenta de que la reurbanización y la preservación histórica podían ocurrir, y no solo significaba demoler y construir algo moderno".